# Mount Macnowski
Mount Macnowski är ett berg i Antarktis. Det ligger i Västantarktis. Argentina, Chile och Storbritannien gör anspråk på området. Toppen på Mount Macnowski är 1 309 meter över havet.
Terrängen runt Mount Macnowski är varierad. Trakten är obefolkad. Det finns inga samhällen i närheten.